# Nouic
Nouic é uma comuna francesa na região administrativa da Nova Aquitânia, no departamento de Alto Vienne. Estende-se por uma área de 35,95 km². Em 2010 a comuna tinha 469 habitantes (densidade: 13 hab./km²).